# 利伯蒂鎮區 (克拉克縣)
利伯蒂鎮區（英語：Liberty Township）為位在美國堪薩斯州克拉克縣的鎮區。2010年美国人口普查中該鎮區人口有35人。

## 地理
利伯蒂鎮區涵蓋面積154.96平方（59.83平方英里），境內無城鎮設立。

## 人口統計
根據2010年美國人口普查，利伯蒂鎮區人口有35人，人口密度為0.23人/平方公里。種族方面，88.57%為白人；0%為非裔美洲人；0%為美洲原住民；0%為亞洲人；0%為太平洋島民；8.57%為其他種族；另外有2.86%為兩個或以上的種族。而西班牙裔美國人或拉丁美洲人佔該鎮區人口的11.43%。

## 外部連結
- US-Counties.com
- City-Data.com（页面存档备份，存于）